# Ikarus P-453
Die Ikarus P-453 war ein jugoslawisches schwanzloses Experimentalflugzeug.

## Geschichte
Die Maschine war 1953 als strahlgetriebenes Experimentalflugzeug gedacht. Das Flugzeug war aufgrund seiner Flügelform einzigartig. Der Innenflügel verlief mit negativer V-Stellung und starker Vorpfeilung zum Knick. Ab dem Knick verliefen die Außenflügel mit positiver V-Stellung und starker Rückpfeilung zum Randbogen. An der Knickstelle selbst waren zwei weit hervorstehende tropfenförmige Gondeln angebracht, die je ein einziehbares Bugrad bargen. Das Hauptfahrwerk hatte eine zentrale Strebe mit zwei Rädern und wurde in den Rumpf eingezogen. Die Elevons waren konventionell am Außenflügel angebracht. Der innerste Bereich der Flügelnase war ungepfeilt, hier sollten später vermutlich die Lufteinläufe sitzen. Ein Flugzeug wurden gebaut und sollte mit zwei kleinen Strahlturbinen vom Typ Turboméca Marboré ausgerüstet werden. Zunächst war aber eine Erprobung als Gleiter vorgesehen. Das Projekt wurde aufgegeben, als der Gleiter im Bodeneffekt weit über die Landebahn hinausschwebte und danach zu Bruch ging. Lediglich ein Windkanalmodell ist im Luftfahrtmuseum Belgrad erhalten geblieben.

## Technische Daten
| Kenngröße  | Daten        |
| ---------- | ------------ |
| Spannweite | 7,50 m       |
| Länge      | 5,85 m       |
| Höhe       | 2,01 m       |
| Startmasse | max. 1720 kg |